# Образование в Швеции
Образование в Швеции — является обязательным для всех детей в возрасте от 7 до 16 лет.
Существует 16 государственных программ, 14 из которых профессионально-ориентированные, и две — чтобы подготовить студентов к высшему образованию.
По данным Международной программы по оценке образовательных достижений учащихся 2006 года Швеция заняла 22 место в мире по уровню образования среди молодежи.

## Средняя школа
Примерно 98% учащихся продолжают обучение в бесплатной средней школе. В среднем образовании предлагают две программы обучения:
- теоретическая — направлена на подготовку к дальнейшему высшему образованию;
- практическая — направлена на получение профессии после окончания школы.

Однако все ученики и ученицы, заканчивающие среднюю школу успешно, имеют право продолжить образование в университете.

## История
Школы на территории Швеции появились в XIII веке. Их основателями были монастыри францисканского и доминиканского католических орденов. К этому времени относится и возникновение городских школ, в которых учили считать и писать.
До XVI века насчитывалось 20 церковных и монастырских школ и 10 городских школ. Лютеранская реформация XVI века способствовала распространению грамотности.
До середины XIX века школа была подчинена церкви.
В 1842 г. был принят закон об обязательных «народных школах», которые предназначались для низших сословий и давали элементарную подготовку.
В 1936 г. был принят закон об обязательном 7-летнем образовании, а в 1962 г. — об обязательном 9-летнем образовании.
Народным образованием в стране руководит Министерство образования. Для детей от 3 до 6 лет существуют детские сады и игровые школы[прояснить]. Обязательная основная 9-летняя школа для детей с 7 лет состоит из 3 ступеней (3 + 3 + 3). В течение первых шести лет обучения все учащиеся получают одинаковую общеобразовательную подготовку. Учебный план 7 и 9 классов включает как обязательные, так и факультативные дисциплины. После окончания 9-летней школы учащиеся продолжают обучение в средней школе — интегрированных гимназиях с 22 отделениями, 5 из которых — технические, естественные, гуманитарные, экономические и обществоведческие (с 3-летним или 4-летним сроком обучения), которые готовят к поступлению в ВУЗы, остальные (2-летние) дают профессионально-техническую подготовку.
В 1974-1975 учебном году в школах обучалось 1195 тыс. учащихся, в том числе 311 тыс. в 7 и 9 классах, в гимназиях — 221 тыс. учеников. В системе высшего образования 35 вузов. В 1976-1977 учебном году в них обучалось 101,8 тыс. студентов. Срок обучения от 3 до 6 лет. Прием студентов на гуманитарные, естественные факультеты университетов свободный. На медицинский, фармацевтический и стоматологический факультеты, а также в высшие специальные школы — на основании конкурса, при наличии стажа работы по избранной специальности.
В 1991 году система среднего образования была частично приватизирована с целью повышения ее качества и эффективности. Школы, управляемые частными компаниями, которые были созданы после реформы 1991 года, финансируются из муниципальных бюджетов (муниципалитеты выдают школьный ваучер семье, желающей отдать ребенка в частную школу). Однако эта реформа подвергается критике.
Крупнейшие вузы: 
- Стокгольмский университет;
- университет в Уппсале,
- университет в Лунде (основан в 1668 г.),
- университет в Гётеборге (основан в 1891 г.), Умео (основан в 1963 г.),
- университет в Линчепинге (основан в 1970 г.),
- Королевская высшая техническая школа в Стокгольме (основана в 1827 г.),
- политехнический институт в Гётеборге (основан в 1829 г.),
- Каролинский медико-хирургический институт в Стокгольме (основан в 1810 г.)

и другие.